# Blake Skjellerup
Blake Skjellerup (* 13. Juni 1985 in Christchurch) ist ein neuseeländischer Shorttracker.
Skjellerup hat einen dänischen Namen, da sein Vater von dort stammt. Im Januar 2002 ging Skjellerup erstmals international bei der Junioren-WM in Chuncheon an den Start. Dort scheiterte er jedoch überall bereits in dem ersten Lauf. Ein Jahr später in Budapest erreichte er über 1500 Meter zumindest das Viertelfinale. Ähnlich früh endeten seine ersten Auftritte im Shorttrack-Weltcup, für den er als einer der wenigen neuseeländischen Shorttracker überhaupt im Februar 2003 zum ersten Mal nominiert wurde. In der Saison 2003/04 nahm Skjellerup an fünfzehn Weltcups teil und schied immer im Vorlauf aus. Dafür gelang ihm bei der Junioren-WM 2004 der Einzug in zwei Viertelfinals, in denen er jeweils Dritter wurde. Auch im Weltcup 2004/05 überstand er zumindest in vier Rennen den ersten Lauf, bei der Winter-Universiade 2005 gelang im über 1500 Meter sogar der Einzug ins Halbfinale.
Ähnlich wie die vorherige Saison endete der Weltcup 2005/06 mit weiteren ordentlichen Platzierungen unter den besten 20, sodass er zum Ende der Saison Gesamtweltcupdreißigster war. Obwohl zunächst so vorgesehen, nahm Skjellerup nicht an den Olympischen Spielen 2006 in Turin teil, wo er der einzige neuseeländische Shorttracker gewesen wäre. Dafür startete er bei der Weltmeisterschaft, wo er allerdings auch in den Vorläufen ausschied. Ebenfalls nicht erfolgreich schnitt er in der Saison 2006/07 ab, wobei er immerhin der 37. Rang bei der Weltmeisterschaft errang. Nicht zufriedenstellend verlief die Saison 2007/08, in der ein 26. Rang Skjellerups bestes Resultat blieb, bei der Weltmeisterschaft 2008 wurde er dafür 29. Gut für ihn begann der Shorttrack-Weltcup 2008/09, wo ihm bei der dritten Weltcupstation in Peking überraschend ein 10. Platz und damit seine erste Top-10-Platzierung gelang.
Skjellerup lebt mit seinem Freund, einem ehemaligen Skilangläufer und Studenten der University of Calgary, derzeit die meiste Zeit in Calgary. Er hat dort – im Gegensatz zu Neuseeland – um einiges bessere Trainingsbedingungen, mag aber auch die Gesetzgebung zur gleichgeschlechtlichen Ehe in Kanada. Am 4. Juli 2015 heiratete er den Designer Saul Carrasco in Hawaii.